# Rémering-lès-Puttelange
Rémering-lès-Puttelange (Duits: Remeringen bei Püttlingen am See) is een gemeente in het Franse departement Moselle (regio Grand Est) en telt 836 inwoners (1999). De plaats maakt deel uit van het arrondissement Sarreguemines.

## Geografie
De oppervlakte van Rémering-lès-Puttelange bedraagt 9,3 km², de bevolkingsdichtheid is 89,9 inwoners per km².
De onderstaande kaart toont de ligging van Rémering-lès-Puttelange met de belangrijkste infrastructuur en aangrenzende gemeenten.

## Demografie
Onderstaande figuur toont het verloop van het inwonertal (bron: INSEE-tellingen).